# Pterygotrigla robertsi
Pterygotrigla robertsi är en fiskart som beskrevs av Del Cerro och Lloris, 1997. Pterygotrigla robertsi ingår i släktet Pterygotrigla och familjen knotfiskar. Inga underarter finns listade i Catalogue of Life.